# Sommet du G20 de 2020
Le sommet du G20 de 2020 est la quinzième réunion du Groupe des vingt. Il se tient du 21 au 22 novembre 2020 dans la ville de Riyad, en Arabie saoudite.

## Présidence
Le sommet du G20 à Riyad est présidé par le roi saoudien, Salmane ben Abdelaziz.

## Controverses
Le 7 octobre 2020, le Parlement européen publie une résolution dénonçant les violations des droits de l'homme en Arabie saoudite. La résolution publiée par un membre du Parlement européen (eurodéputé) souligne le traitement brutal par le royaume des migrants éthiopiens, qui sont abandonnés par les Houthis au Yémen puis détenus par les autorités saoudiennes. Les députés critiquent également le pays pour avoir maintenu les femmes et autres défenseurs des droits humains en détention et exhortent les membres de l'Union européenne à déclasser leur représentation diplomatique et institutionnelle au sommet du G20 à Riyad.